# Камышовка (Воронежская область)
Камышо́вка — хутор в Рамонском районе Воронежской области.
Входит в состав Чистополянского сельского поселения.

## География
Хутор расположен в южной части сельского поселения.

## Население
| 2010 |
| ---- |
| 1    |

В 1859 году на хуторе в 7 дворах проживало 86 человек. В 1900 году население составляло 36 жителей в 3 дворах.

## Улицы
На хуторе имеется одна улица — Дачная.